# Carlton Mellick III

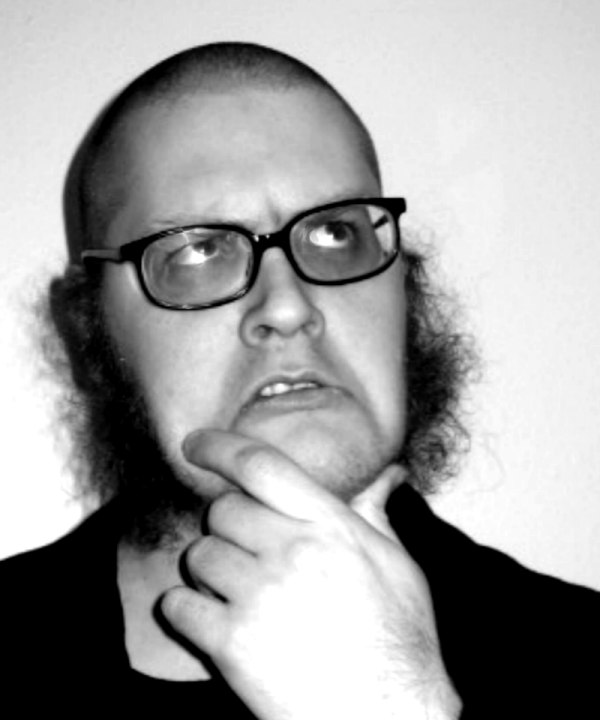
Carlton Mellick III (2007)

Carlton Mellick III (* 2. Juli 1977 in Phoenix in Arizona (USA)) ist ein US-amerikanischer Schriftsteller. Den thematischen Schwerpunkt seiner Arbeiten bilden Romane über bizarre, satirische und groteske Handlungen in Fantasy- und Science-Fiction-Welten.

## Leben
Mellicks erste Veröffentlichung war 1999 die Kurzgeschichte Playroom. Er lebt und arbeitet in Portland (USA). Für seinen Roman Warrior Wolf Women of the Wasteland gewann er den Wonderland Book Award. Im Jahr 2010 begann der Leipziger Festa Verlag seine Werke ins Deutsche zu übertragen. Bisher erschienen:

## Veröffentlichungen

### In Deutscher Übersetzung
- Die Kannibalen von Candyland. Festa Verlag, 2010
- Ultra Fuckers Festa Verlag, 2011
- Der Baby-Jesus-Anal-Plug, Festa Verlag, 2012
- Adolf im Wunderland, Festa Verlag, 2013

### Im Original
- Satan Burger (2001)
- Electric Jesus Corpse (2002)
- Punk Land (2005)
- Warrior Wolf Women of the Wasteland (2009)
- Zombies and Shit (2010)
- Tumor Fruit (2012)
- Quicksand House (2013), dt.: Quicksand House (Festa Verlag, 2021)
- Hungry Bug (2014)
- Clownfellas (2015)
- Bio Melt (2015)
- Razor Wire Pubic Hair (2003)
- Teeth and Tongue Landscape (2003)
- The Steel Breakfast Era (2003)
- The Baby Jesus Butt Plug: A Fairytale (2004), dt.: Der Baby-Jesus-Anal-Plug (Festa Verlag, 2012)
- Fishyfleshed (2004)
- The Menstruating Mall (2005)
- Ocean Of Lard (mit Kevin L. Donihe 2005)
- Sex and Death in Television Town (2006)
- Sea of the Patchwork Cats (2006)
- The Haunted Vagina (2006)
- War Slut (2006)
- Sausagey Santa (2007)
- Ugly Heaven, Beautiful Hell (2007)
- Ultra Fuckers (2008), dt. Ultra Fuckers (Festa Verlag, 2011)
- Adolf in Wonderland (2008), dt.: Adolf im Wunderland (Festa Verlag, 2013)
- Cybernetrix (2008)
- The Egg Man (2008)
- Apeshit (2008), dt.: Apeshit (Festa Verlag Sammlerausgabe, 2021)
- The Faggiest Vampire (2009)
- The Cannibals of Candyland (2009), dt.: Die Kannibalen von Candyland (Festa Verlag, 2010)
- The Kobold Wizard's Dildo of Enlightenment +2 (2010)
- Crab Town (2011)
- The Morbidly Obese Ninja (2011)
- I Knocked Up Satan's Daughter (2011)
- Armadillo Fists (2011)
- The Handsome Squirm (2012)
- Kill Ball (2012)
- Cuddly Holocaust (2013)
- Village of the Mermaids (2013), dt.: Insel der Meerjungfrauen (Festa Verlag, 2022)
- Clusterfuck (2013)
- The Tick People (2014)
- Sweet Story (2014)
- As She Stabbed Me Gently in the Face (2015)
- Every Time We Meet at the Dairy Queen, Your Whole Fucking Face Explodes (2016), dt.: Jedes Mal, wenn wir uns in der Eisdiele treffen, explodiert dein verdammtes Gesicht (Festa Verlag, 2020)
- The Terrible Thing That Happens (2016)
- Exercise Bike (2017)
- Spider Bunny (2017)
- The Big Meat (2017)
- Parasite Milk (2017)
- Stacking Doll (2018)
- Neverday (2018)
- The Boy with the Chainsaw Heart (2018)
- Mouse Trap (2019)
- Snuggle Club (2020)
- The Bad Box (2020)
- Full Metal Octopus (2021)